# Cyndi Lauper
Cynthia Ann Stephanie "Cyndi" Lauper (n. 22 iunie 1953) este o cântăreață, compozitoare, actriță și activistă pentru drepturile LGBT originară din Statele Unite. La mijlocul anilor '80, a obținut succesul cu lansarea albumului She's So Unusual și a devenit prima cântăreață care a avut patru single-uri lansate de pe un album, care s-au clasat în top 5. De-a lungul carierei, a lansat 11 albume și peste 40 de single-uri, iar în 2008 a vândut mai mult de 30 de milioane de discuri în întreaga lume.
Aspectul lui Lauper, vocea subțire și prezența scenică sunt doar câteva calități care au diferențiat-o de contemporanii săi. O figură reprezentativă a anilor '80, Cyndi a reușit nu doar să cucerească topurile, ci să formeze o nouă cultură muzicală. În America, fetele se îmbrăcau precum ea, se comportau la fel și, mai mult decât atât, porniseră o noua mișcare pentru libertatea de exprimare ce avea ca imn Girls Just Want to Have Fun.

## Copilăria și primul contact cu muzica
Cyndi Lauper s-a născut la Boulevard Hospital din Astoria, Queens. Și-a petrecut primii ani din viață în secțiunea Williamsburg a cartierului new-yorkez Brooklyn, după care familia ei s-a mutat în Ozone Park, Queens. La vârsta de 12 ani Lauper a învățat să cânte la o chitară acustică și a început să își scrie propriile versuri. Cyndi a părăsit liceul convinsă de faptul că întreaga ei viață se leagă de muzică. Cyndi are o soră, Ellen, care lucrează ca acupuncturist în sudul Californiei și un frate pe nume Fred, poreclit „Butch”.
La 17 ani a plecat de acasă, a ajuns în Canada; în Vermont a luat cursuri de artă la Johnson State College. S-a întreținut singură, având diferite meserii. La mijlocul anilor '70 a fost vocalist în diverse trupe ca Doc West and Flyer și White and Blues Band. În 1977 și-a deteriorat corzile vocale și a luat un an de pauză. Trei doctori i-au spus că nu va mai cânta niciodată. Antrenorul vocal Katie Agresta a ajutat-o să își recâștige vocea, învățând-o exerciții vocale corespunzătoare. În 1978 și-a recâștigat vocea și, împreună cu John Turi, a format trupa Blue Angel. În următorii ani, trupa s-a impus prin piesele create, o dovadă fiind albumul cu care a debutat, semnat de casa de discuri Polydor în 1980. Datorită procesului pierdut în fața managerului Massarsky, Lauper a intrat în faliment și a început să lucreze în magazine de vânzare cu amănuntul. După dezmembrarea formației Blue Angel, Lauper a început să cânte în cluburi și restaurante.

## Colaborarea cu David Wolff și succesul albumuluiShe's So Unusual
În 1981 a fost văzută într-un bar de David Wolff care a devenit managerul ei și a făcut-o să semneze cu Portrait Records, o filială a Epic Records. Pe 14 octombrie 1983 a lansat She's So Unusual care a devenit hit în întreaga lume. Al doilea single de pe album a fost Time After Time care a ajuns pe locul 1 în Billboard Hot 100. A primit Gold certification pentru vânzări de peste 500.000 și a fost unul dintre cele mai mari hituri ale anului 1984. She Bop a fost ale treilea single lansat de pe album care a ajuns pe locul 3 în Hot 100 și Cindy a primit o nouă certificare de aur pentru vânzări de peste 500.000 de la RIAA. Albumul She's So Unusual a fost cel mai de succes album al său, care a consacrat-o printre cei mai buni cântăreți, promovându-l în întreaga lume.
În 1985, Women in Film i-au dat premiul „New Directions”. Videoclipul Girls Just Want to Have Fun i-a adus premiul „Best Female Video” la MTV Video Music Awards din 1984. Un an mai târziu a câștigat un premiu Grammy pentru cel mai bun artist nou. Al doilea album al artistei a fost lansat pe 15 septembrie 1986 și a ajuns pe locul 4 în Billboard 200, album care nu a avut același mare succes ca primul. În 1987 a primit o nominalizare la premiile Grammy pentru „Best Long Form Music Video”.

## Declinul și începutul carierei de actriță
Lauper devenise o vedetă; în ciuda acestui fapt nu a reușit să își păstreze popularitatea. În 1985, a început să lucreze la alte producții, dar singura lansare a fost coloana sonoră The Goonies 'R' Good Enough pentru filmul de aventură The Goonies. Un an mai târziu a apărut True Colors, premiat cu platină pentru melodia cu același nume, dar apreciat doar de o parte din fani datorită noului ritm, oarecum mai liniștit.
Cariera lui Cyndi a început să se clatine odată cu apariția din filmul Vibes (1988). În primăvara lui 1989 a lansat cel de-al treilea album al său și a avut un singur mare hit, I Drove All Night, care a ajuns pe locul 6 și pentru care Lauper a primit o nominalizare la Grammy pentru „Rock Vocal Performance”. Datorită dezamăgirii vânzărilor ultimului său album, și-a anulat un turneu în Statele Unite. În 1993 a apărut al patrulea său album, Hat Full of Stars, iar un an mai târziu a fost lansat Twelve Deadly Cyns…and Then Some. A câștigat un premiu Emmy pentru rolul Marianne din sitcomul Mad About You.
Al cincilea album, Sister of Avalon, a fost dezamăgitor în America, iar la sfârșitul anului 1998 a lansat ultimul său album pentru Epic, Merry Christmas... Have a Nice Life. În 2001 a apărut al șaselea său album, Shine. În cadrul unui nou contract cu Sony Music Lauper a lansat albumul The Body Acoustic, iar în 2008 a apărut Bring Ya to the Brink. În luna decembrie a aceluiași an, Bring Ya to the Brink a fost nominalizat pentru un premiu Grammy pentru „Best Electronic/Dance Album”. În aprilie 2010 Lauper a lansat Give a Damn Campaign, iar pe 22 iunie a apărut Memphis Blues, album ce a rămas pe primul loc timp de 14 săptămâni în Billboard Blues Album Chart.

## Discografie
| 1983 : She's So Unusual (Portrait Records) Money Changes Everything Girls Just Want to Have Fun When You Were Mine Time After Time She Bop All Through the Night Witness I'll Kiss You He's So Unusual Yeah Yeah |

| 1986 : True Colors (Portrait Records) Change of Heart Maybe He'll Know Boy Blue True Colors Calm Inside the Storm What's Going On Iko Iko The Faraway Nearby 911 One Track Mind |

| 1989 : A Night to Remember ( Epic Records ) Intro I Drove All Night Primitive My First Night Without You Like a Cat Heading West A Night to Remember Unconditional Love Insecurious Dancing with a Stranger I Don't Want to Be Your Friend Kindred Spirit |

| 1993 : Hat Full of Stars ( Epic Records ) That's What I Think Product of Misery Who Let In the Rain Lies Broken Glass Sally's Pigeons Feels Like Christmas Dear John Like I Used To Someone Like Me A Part Hate Hat Full of Stars |

| 1996 : Sisters of Avalon ( Epic Records ) Sisters of Avalon Ballad of Cleo and Joe Fall Into Your Dreams You Don't Know Love to Hate Hot Gets a Little Cold Unhook the Stars Searching Say a Prayer Mother Fearless Brimstone and Fire Early Christmas Morning Lollygagging |

| 1998 : Merry Christmas... Have a Nice Life ( Epic Records ) Home on Christmas Day Early Christmas Morning Rockin' Around the Christmas Tree Christmas Conga Minnie and Santa Feels Like Christmas Three Ships New Year's Baby December Child In the Bleak Midwinter Silent Night |

| 2003 : At Last (Daylight Records) At Last Walk On By Stay La Vie en Rose Unchained Melody If You Go Away Until You Come Back to Me (That's What I'm Gonna Do) My Baby Just Cares for Me Makin' Whoopee Don't Let Me Be Misunderstood You've Really Got a Hold on Me Hymn to Love On the Sunny Side of the Street |

| 2004 : Shine ( Epic Records ) Shine It's Hard to Be Me Madonna Whore Wide Open Rather Be with You Who Let in the Rain Comfort You Eventually Waiting for Valentino This Kind of Love Higher Plane Water's Edge I Miss My Baby |

| 2008 : Bring Ya to the Brink ( Epic Records ) High and Mighty Into the Nightlife Rocking Chair Echo Lyfe Same Ol' Story Raging Storm Lay Me Down Give It Up Set Your Heart Grab a Hold Rain on Me |

| 2010 : Memphis Blues (Downtown Records) Just Your Fool Shattered Dreams Early in the Mornin' Romance in the Dark How Blue Can You Get? Down Don't Bother Me Don't Cry No More Rollin' and Tumblin' Down So Low Mother Earth Crossroads Wild Women Don't Have the Blues I Don't Want to Cry |

| 2016 : Detour (Sire Records) Funnel of Love Detour Misty Blue Walkin' After Midnight Heartaches by the Number The End of the World Night Life Begging to You You're the Reason Our Kids Are Ugly I Fall to Pieces I Want to Be a Cowboy's Sweetheart Hard Candy Christmas |